# Gizeux
Gizeux – miejscowość i gmina we Francji, w Regionie Centralnym, w departamencie Indre i Loara.
Według danych na rok 1990 gminę zamieszkiwało 510 osób, a gęstość zaludnienia wynosiła 24 osoby/km² (wśród 1842 gmin Regionu Centralnego Gizeux plasuje się na 676. miejscu pod względem liczby ludności, natomiast pod względem powierzchni na miejscu 611.).